# Sears (motorfiets)

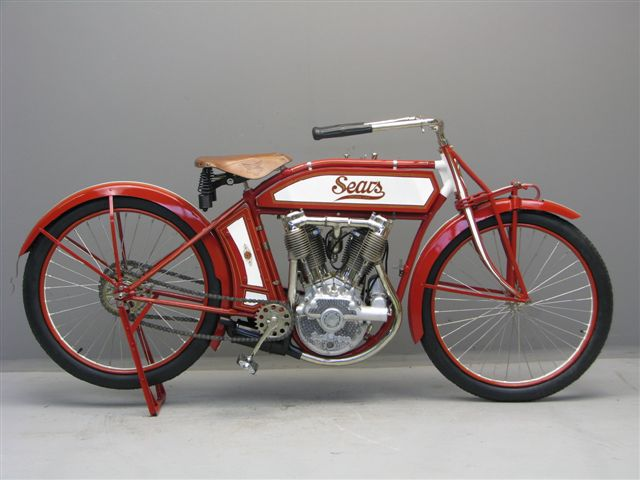
Sears Dreadnaught 9 pk 1157 cc uit 1913 met een Spacke kop/zijklep V-twin

Sears, Roebuck & Co. is een Amerikaans historisch merk van motorfietsen.
Het postorderbedrijf Sears verkocht tussen 1911 en 1916 auto's en motorfietsen onder de eigen naam Sears. Men verkocht grote 9- en 10 pk v-twin motorfietsen met Thor- en Spacke-motoren. De motorfietsen met Spacke-motoren waren gebouwd bij de Excelsior Cycle Company in Chicago, die ze zelf onder de merknaam De Luxe op de markt bracht, maar ze ook leverde aan de motorfietsmerken Eagle, Crawford en Dayton. Dit was dus een zeer uitgebreide vorm van badge-engineering.
Ook onder de merknaam Allstate werden motorfietsen verkocht, die in feite Oostenrijkse Puch tweetakten waren, voornamelijk van 50 cc. Dit gebeurde waarschijnlijk in de jaren 1953-1968. Motorfietsen van Gilera werden ook door Sears, Roebuck & co. verkocht.